# Julius Victor Carus
Julius Victor Carus ( Leipzig; 25 de julio de 1823 - Leipzig; 10 de marzo de 1903) fue un zoólogo y entomólogo.
En 1853, Carus se convirtió en profesor de anatomía comparada y director del instituto zoológico en la Universidad de Leipzig. Trabajó con naturalistas, tales como Charles Darwin, y fue el traductor de varios de sus escritos. En 1861 fue aceptado en la logia masónica Minerva.

## Algunas publicaciones
- 1849 : Zur nähern Kenntnis des Generationswechsels (Leipzig)
- 1853 : System der tierischen Morphologie
- 1854 : Über die Wertbestimmung zoologische Merkmale
- 1857 : Icones Zootomicae dirección: Julius Victor Carus, con contribuciones de James Allman (1812-1898), Carl Gegenbaur (1826-1903), Th.H. Huxley, Albert Kölliker, Heinrich Ludwig Hermann Müller (1829-1883), M.S. Schultze, Carl Theodor Ernst von Siebold (1804-1885). (Wilhelm Engelmann, Leipzig)
- 1861 : Biblioteca zoológica. (Leipzig, dos vols.)
- 1861 : Über die Leptocephaliden. (Wilhelm Engelmann, Leipzig)
- 1863-1875 : Handbuch der Zoologie, con Wilhelm Peters (1815-1883) y Carl Eduard Adolph Gerstaecker (1828-1895) (Leipzig)
- 1872 : Eine wissenschaftliche Biographie, de Alexander von Humboldt. (Leipzig, 3 volúmenes)
- 1872 : Geschichte der Zoologie, con Peter Müller (1801-1858) y Charles Darwin. (Múnich)
- 1884 : Prodromus faunae mediterraneae. vol. 1, vol. 2

## Abreviatura (zoología)
La abreviatura Carus  se emplea para indicar a Julius Victor Carus como autoridad en la descripción y taxonomía en zoología.

## Literatura
- Max Beier. Carus, Viktor. En: Neue Deutsche Biographie (NDB). Vol. 3, Duncker & Humblot, Berlín 1957, ISBN 3-428-00184-2, pp. 161 en línea